# Rucentra ochreopunctata
Rucentra ochreopunctata är en skalbaggsart som beskrevs av Stefan von Breuning 1940. Rucentra ochreopunctata ingår i släktet Rucentra och familjen långhorningar. Inga underarter finns listade i Catalogue of Life.